# Анкілоз
Анкіло́з (грец. αγκυλος — кривий) — повна нерухомість суглоба внаслідок зрощення суглобових поверхонь як наслідок патологічного процесу, травми чи хірургічного втручання. При анкілозі між поверхнями суглоба виникає фіброзна, хрящова або кісткова спайка, що заповнює порожнину суглоба (цілком або частково).

## Патогенез
Анкілоз здебільшого розвивається після гострих і хронічних запалень суглобів (гнійне запалення, гонорейне ураження суглоба, туберкульоз тощо), а також після травматичних ушкоджень (внутрішньосуглобові переломи кісток, крововиливи у суглоб), дегенеративно-атрофічні процеси через тривале знерухомлення суглоба.
Спайка кісток, які утворюють суглоб, відбувається переважно внаслідок руйнування хрящового покриву епіфізу кісток, утворення патологічних продуктів у порожнині суглоба, метапластичної перебудови та їхнього окостеніння.
Розрізняють такі види анкілозу:
- фіброзний анкілоз, якщо спаювання суглобових поверхонь виникло унаслідок розвитку між ними щільної фіброзної тканини;[1]
- кістковий анкілоз, якщо суглобові хрящі частково або повністю зруйнувалися, а між суглобовими поверхнями розвинулася кісткова тканина — зрощення суглобових кінців, що зчленовуються;[1]
- позасуглобовий анкілоз, коли причиною нерухомості в суглобі є позасуглобове утворення кісткового зрощення між кістками, що зчленовуються, або окостеніння м'яких тканин, що оточують суглоб, при збереженій суглобовій щілині.[1]

## Клінічні прояви та перебіг
При кістковому анкілозі рух у суглобі повністю відсутній, а при фіброзному іноді зберігається мінімальний, ледь помітний. Функціональні розлади різноманітні та залежать від положення кінцівки, у якій відбулася фіксація. Так, якщо при анкілозі ліктьового суглобу рука зафіксувалася у витягнутому положенні, то вона майже непридатна до праці. Якщо ж рука знаходиться у зігнутому під прямим кутом положенні, то такою рукою можливо виконувати різні рухи та працювати.

## Діагностика

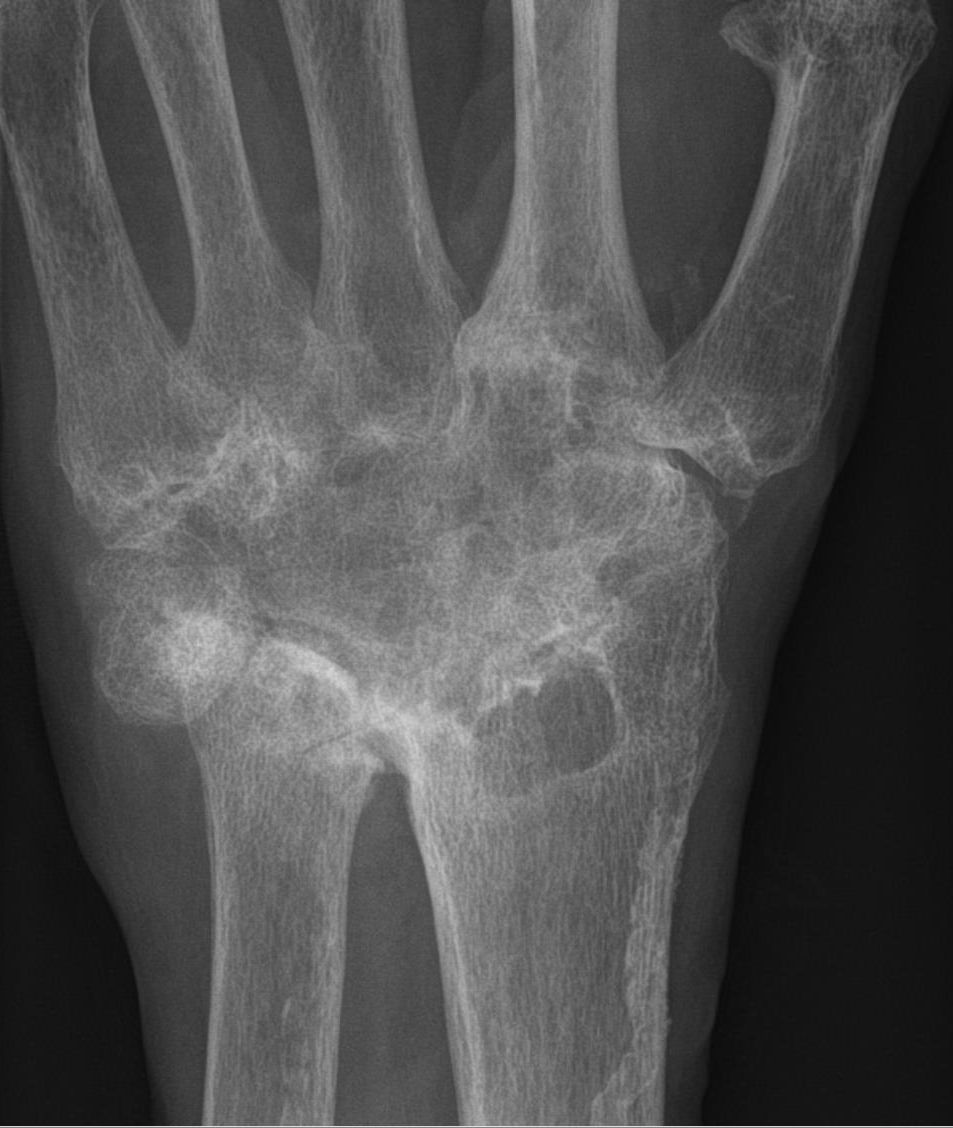
Анкілоз променево-зап'ясткового суглоба на рентгенограммі

Діагноз встановлює зазвичай ревматолог або ортопед-травматолог після огляду та обстежень. В окремих випадках важко диференціювати рубцевий анкілоз від контрактури суглоба. Диференційна діагностика між справжнім (кістковим) анкілозом і фіброзним анкілозом може бути проведена за допомогою рентгенографії.
Вирішальна роль у визначенні характеру анкілозу належить рентгенографії. Рентгенологічно діагностувати фіброзний анкілоз можна за звуженням суглобової щілини та зміною конфігурації (сплощення) суглобових поверхонь кісток. Однак, навіть у разі виразних клінічних проявів фіброзний анкілоз клінічно складно відрізнити від справжнього (кісткового) анкілозу. При кістковому анкілозі суглобова щілина відсутня, кісткові балки переходять через зону колишньої суглобової щілини, сполучаючи суглобові кінці кісток в одне ціле. При фіброзному анкілозі суглобову щілину видно.

## Лікування
Лікування анкілозу намагаються проводити консервативно (методи реабілітації та ЛФК), однак лікування переважно хірургічне (артопластика (ендопротезування) суглоба чи корегуююча остеотомія.
При лікуванні кісткових анкілозів великих суглобів, розміщених у хибному розташуванні, можна здійснювати як коригуючі операції, спрямовані на створення правильної осі кінцівки, так і мобілізуючі операції, завдання яких полягає у відновлені рухів анкілозованого суглоба. Методом остеотомії кінцівці надають вигідного функціонального положення.
Якщо кінцівка фіксована у положенні, яке невигідне для функціювання, проводять різного роду артропластичні операції, а за показаннями — пересадку штучних суглобів. При фіксації кінцівки у фізіологічно вигідному положенні показання до операції відносні.[джерело?]
Профілактика
Щоб запобігти анкілозу, потрібно усунути вогнище інфекції, а також дотримувати відповідного режиму рухів.[джерело?]

## Функціонально вигідні положення в суглобах
Розрізняють функціонально вигідні і функціонально невигідні анкілози. Вигідними є такі положення в суглобі, коли за рахунок рухливості сусідніх суглобів досягається максимальна функціональна придатність кінцівки. Функціонально вигідним є наступні положення кінцівки:
- для плечового суглоба: відведення плеча до кута 60–70°, згинання до кута 30° і ротація назовні 45°;
- для ліктьового суглоба: згинання під кутом 75–80°, передпліччя в положенні напівсупінації;
- для променево-зап'ясткового суглоба: кисть встановлюється в положенні тильного згинання (розгинання) під кутом 25° з ульнарним відведенням на 10–15°;
- для суглобів II—V пальців: у п'ястково-фалангових суглобах згинання до кута 45°, у міжфалангових — згинання до 60°;
- I палець встановлюється в положенні протистояння (опозиція) з легким згинанням кінцевої фаланги;
- для кульшового суглоба: згинання стегна до кута 45° при сидячій професії і до кута 35° при стоячій професії, відведення на 10°;
- для колінного суглоба: згинання під кутом 5–10°;
- для надп'ятково-гомілкового суглоба: підошовне згинання стопи до кута 5°.